# Domaine national de premier niveau du Kosovo
Pour les articles homonymes, voir KS et KO.
Le Kosovo, territoire au statut contesté qui a déclaré son indépendance en février 2008, ne dispose pas de domaine de premier niveau national.
Du fait de l'absence de consensus sur la situation juridique du Kosovo, et même si la souveraineté internationale n'est pas une condition préalable à l'attribution d'un nom de domaine, il n'existe aucun agrément de l'ICANN définissant un domaine national pour ce territoire. En effet, l'ICANN ayant uniquement un rôle d'exécutant, le domaine ne sera pas créé tant qu'aucun code ne sera déposé auprès de l'ISO. À l'heure actuelle (2015), l'ISO considère le Kosovo comme une province autonome de la Serbie et possède toujours le même code ISO que cette dernière, à savoir RS.
Alors que le débat concernant le futur code ISO et donc le domaine national du Kosovo avait été lancé les jours suivant l'indépendance du pays, il avait été émis que .ks, .kv ou .ko pourrait devenir le domaine de premier niveau national de celui-ci. Actuellement (2015), le code XK est encore utilisé de manière informelle en tant que code pays (compatible avec la norme ISO 3166-1 pour une utilisation privée définie par l'application locale, sans garantie d'interopérabilité entre applications qui peuvent en faire usage pour référencer d'autres choses), mais pas en tant que domaine de premier niveau national. 
Dans la norme ISO 3166-2, le Kosovo est codé RS-KM (sous le nom de Kosovo-et-Métochie) comme province autonome de la Serbie et dispose de l’extension .km.rs.